# جری داگلاس (کارگردان)
جری داگلاس (انگلیسی: Jerry Douglas؛ زاده ۱۵ نوامبر ۱۹۳۵) یک کارگردان پورنوگرافی اهل کشور آمریکا است.